# Apata (geslacht)
Apata is een geslacht van weekdieren uit de klasse van de Gastropoda (slakken).

## Soort
- Apata pricei (MacFarland, 1966)